# Aardbeving Zulzeke 1938
De aardbeving bij Zulzeke op zaterdag 11 juni 1938 om 11.57 uur was de sterkste aardbeving die in de 20e eeuw op Belgisch grondgebied is waargenomen, en na de aardbeving in Verviers in 1692 op een na sterkste ooit.

## Gebeurtenissen
Het epicentrum van deze vrij krachtige aardbeving werd in eerste instantie bij Zulzeke bepaald. Later werd de aardbeving opnieuw gelokaliseerd met behulp van de beschikbare seismogrammen. De nieuwe coördinaten wezen aan dat het epicentrum zich iets ten zuiden van Ronse op een diepte van 19 kilometer bevond. De aardbeving had een sterkte van 5,6 op de schaal van Richter en een maximale intensiteit van VII op de 12-delige schaal van Mercalli. Er volgden zes naschokken met hetzelfde hypocentrum, waarvan er twee met een sterkte van meer dan 4 op de Richterschaal. De aardbeving hield verband met het Londen-Brabantmassief, een tektonische structuur die het grootste deel van Vlaanderen omvat.
De aardbeving veroorzaakte veel schade in Vlaanderen en werd gevoeld tot in Noord-Frankrijk, Noord-Nederland, het zuidoosten van Engeland, het westen van Duitsland en in Luxemburg. In Gent viel een hardstenen blok van circa 500 kilogram van de Sint-Jozefskerk en brak een zijtorentje van het Belfort. Er was schade aan kerken, kruisen of kapellen in Gijzegem, Kuurne, Munkzwalm, Rollegem, Strijpen, Wannegem-Lede, Westrozebeke en Zegelsem. In geheel België was er sprake van scheuren in muren en vernielde schoorstenen. Over het hele land werden meer dan 17.500 omgevallen schoorstenen geteld, waarvan 3000 in Kortrijk. Er vielen ten minste twee doden: in Kruishoutem werd een werkman verpletterd onder een omgevallen muur en in Sint-Amandsberg kwam een man met een handkar om het leven in een mede door de beving veroorzaakt ongeluk.
De trillingen werden ook in de ons omringende landen en regio's gevoeld: 
- "On June 11, 1938, at midday by the public clocks near the epicentre, an earthquake was felt in Belgium, North France, Holland, North-West Germany, Luxembourg and South-East England"[4].
- "Op 11 juni 1938, op het middaguur volgens de openbare horloges bij het epicentrum, vond een aardbeving plaats, die gevoeld werd in België, Noord-Frankrijk, Holland, Noord-West-Duitsland, Luxemburg en Zuid-West-Engeland".